# 国営明石海峡公園
国営明石海峡公園（こくえいあかしかいきょうこうえん）は、兵庫県淡路市（淡路地区）と兵庫県神戸市北区・西区（神戸地区）にある、総面積330ヘクタールの国営公園。淡路地区は2002年（平成14年）3月21日木曜日に開園した。一方、神戸地区については2016年（平成28年）5月28日土曜日に一部開園した。

## 概要
国営明石海峡公園は、国土交通省地方整備局が公園の整備及び維持管理を行うイ号国営公園として、主に近畿地方の広域レクリエーション需要の増大に対処するために設置された大規模公園である。併せて明石海峡大橋を中心とした明石海峡周辺地域の広域レクリエーションゾーンの形成にも寄与するとしている。
明石海峡周辺で1974年（昭和49年）度から調査に着手。1993年（平成5年）4月に国営明石海峡公園として事業化され、1995年（平成7年）度から淡路地区の工事に着手した。1997年（平成9年）3月14日、神戸地区の事業が承認される。2002年（平成14年）3月21日、淡路地区第1期開園（30.1ha）。その後、2010年（平成22年）6月1日まで4期にわたって開園。
所在と計画面積は、神戸地区（兵庫県神戸市、 面積：約 230ha）、 淡路地区（兵庫県淡路市、 面積：約 100ha）の二地区。来園者の想定数は、神戸地区が約 75 万人、淡路地区が80万人～120 万人（2010年（平成22年）から5年おきに開催されている淡路花博等の大規模イベントの年：120 万人）とし、全国で15番目の国営公園となる。公園機能上の特色としては、
1. 自然を五感で体感できる公園
2. エコミュージアムとしての公園
3. 参加の心を育てる公園
4. 植物を介した交流の場としての公園
5. 地域環境の形成に貢献する公園
6. 生物多様性保全の拠点としての公園

としている。
また、緑化材の確保、花卉類の供給システム、維持管理等において地元地域との密接な関連性を構築するとし、地域経済や地域づくりへ波 及効果をもたらすように留意するとしている。同時に民間事業者が参入しやすい管理運営となっている。さらに、ボランティア制度を積極的に採用しており、「淡路島国営明石海峡公園クラブ・海峡フレンズ」が活動している。2010年（平成22年）3月20日から5月30日、淡路花博2010「花みどりフェア」が開催。2011年（平成23年）1月27日、神戸地区基本計画改定後、2016年（平成28年）5月28日土曜日から一部開園した。 
2020年（令和2年）の秋と2021年（令和3年）の春の2シーズンにわたって「淡路花博20周年記念 花みどりフェア」の開催が予定されている。

### 淡路地区
大阪港ベイエリアや関西国際空港造成のための土砂採取地となっていた灘山の跡地に整備された。
明石海峡大橋を望む海に面した高台にあり、様々なタイプの庭園・テラスが造成されている。2000年に開催された「淡路花博ジャパンフローラ」の会場を含むエリアにあたり、淡路夢舞台の施設群に隣接する。
2008年（平成20年）9月14日・15日には、初のライブイベントとして、ポルノグラフィティの野外ライブが開催された。
2012年（平成24年）8月4・5日には、西日本初開催となるap bank fesが開催された。

### 神戸地区
1994年（平成6年）の当初構想では「六甲山の北麓にある大都市近郊で奇跡的に残った里山を保全して、新しい自然環境を創造したエコミュージアム」であったが、里地里山の維持保全を図るエリアを拡大することが有効と考え、2011年（平成23年）に基本計画の改定案が作成・公表された。「あいな里山公園」の愛称のもと、2016年（平成28年）5月28日に第一期開園エリアとして棚田ゾーン41.3haが開園した。正式開園以前も一部を利用して毎年秋に有志による「あいな里山まつり」が開催されていたが、原則として許可を受けた市民団体による活動や公園事務所主催の催事以外での公園内の一般の立ち入りはできなかった。

## 施設

### 淡路地区施設
- 大地の虹（南・北）
- 花の中海
- 花の丘道
- 月のテラス
- 水の岩戸
- 天壇テラス
- 空のテラス
- 灘川とせせらぎ広場
- 芝生広場 - 広さ4.3ha、2003年オープン
- 移ろいの庭 - 広さ1.9haのナチュラルガーデン、2003年オープン
- 海のテラス
- パームガーデン - 南国風庭園
- 子供の森
- 滝のテラス - 7つの滝がある庭園
- 花の島
- レストラン花屋敷
- 夢っこランド - 大型複合遊具
- ポプラの丘 - ポプラ並木がある海を望む傾斜地
- 大地の虹
- 花火鳥
- タコトピアリー
- ビジター棟 - ホール、案内所
- 子供の森

空のテラス
春一番の丘
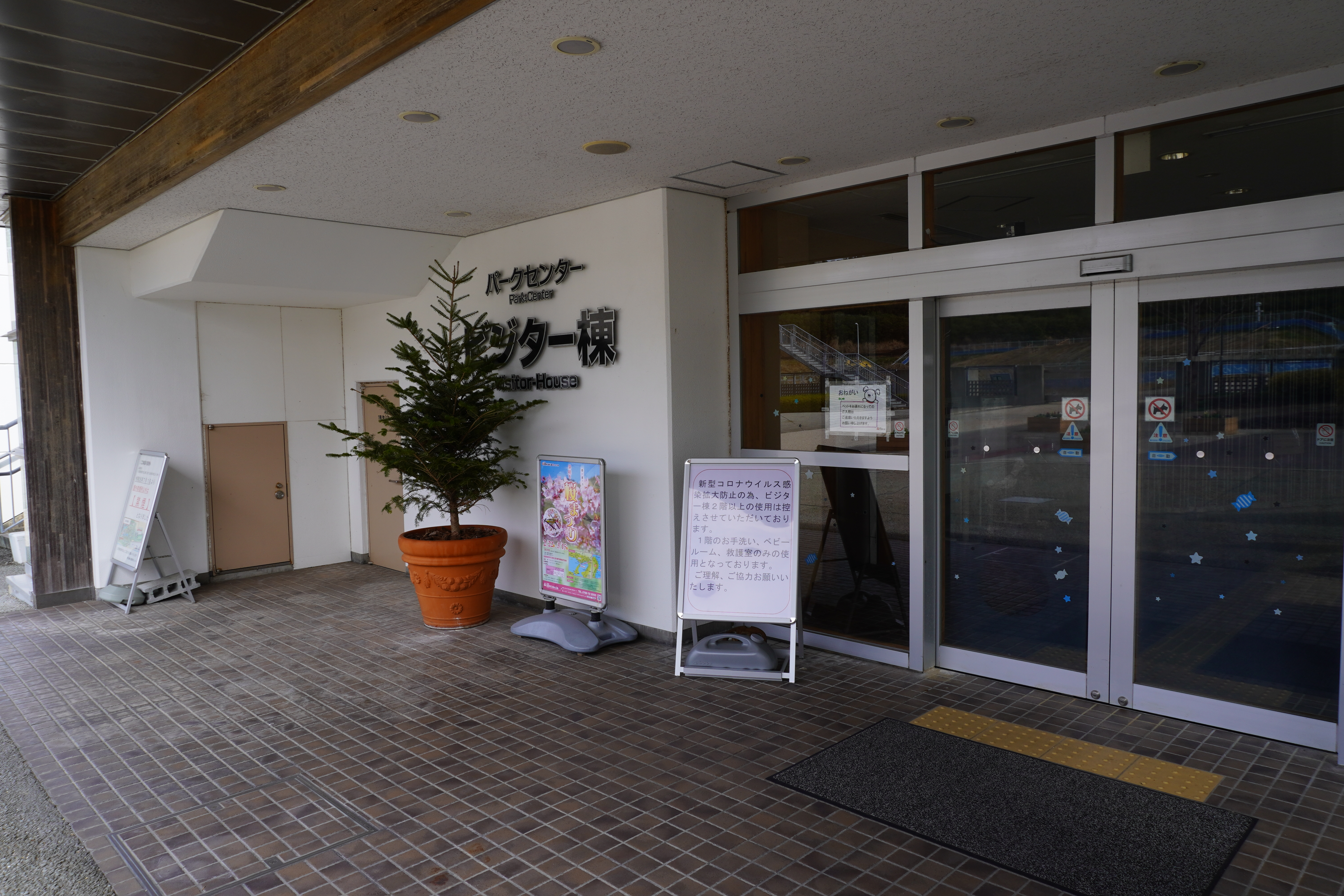
ビジター棟
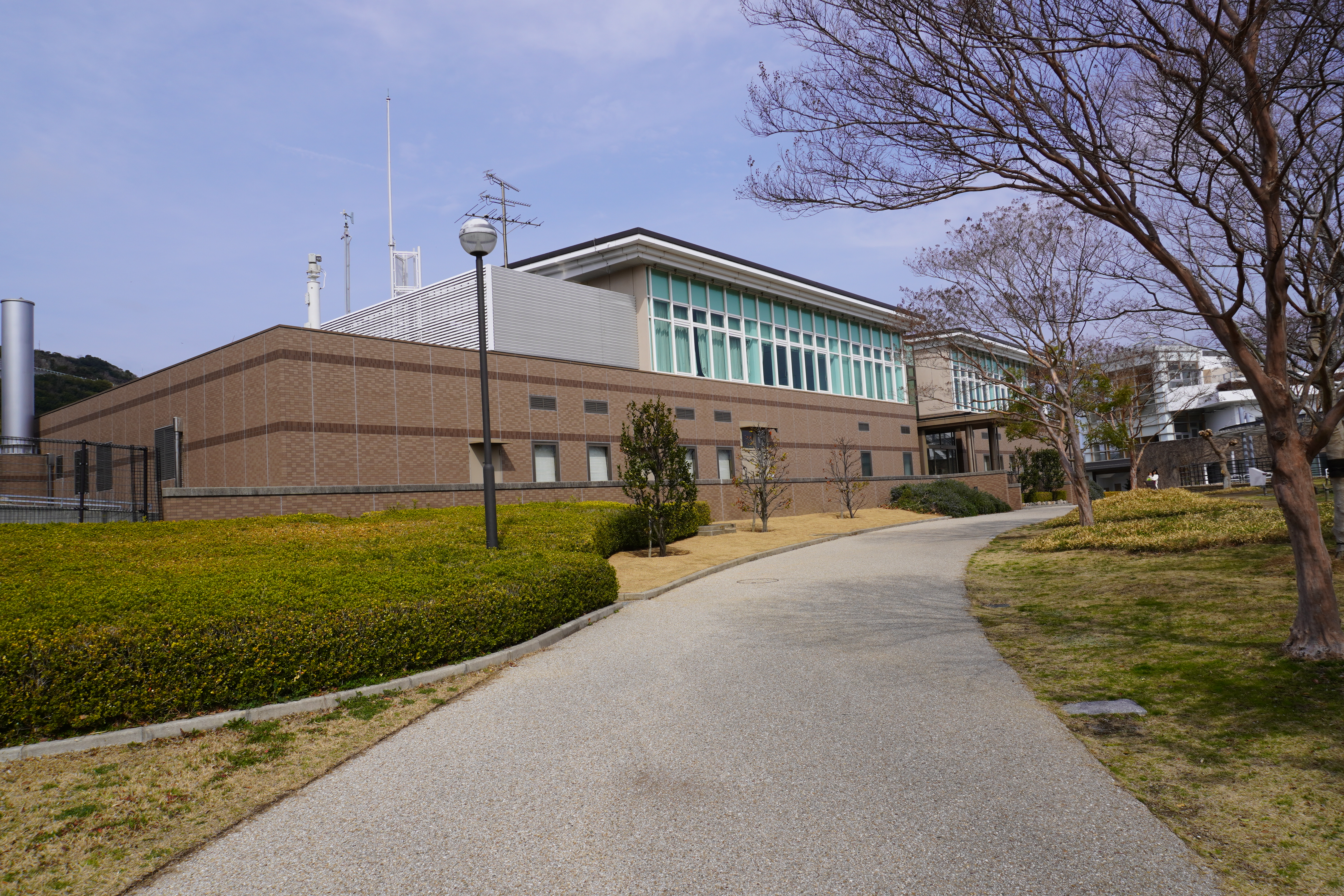
明石海峡公園管理センター

### 神戸地区施設（あいな里山公園）
棚田ゾーン
- 2016年（平成28年）5月28日開園
- 棚田、畑、里山林や茅葺きの民家など里山の風景を再生

今後整備予定
- 自然保全ゾーン
- 水と緑のゾーン
- 森のゾーン

## イベント
いずれも淡路地区で開催。

### 春
- 桜まつり[12]
- 春のカーニバル

### 夏
- わくわく昆虫フェスタ
- FREEDOM - 2009年（平成21年）から開催されている野外フェスティバル8月下旬に開催[13]。

### 秋
- 秋のカーニバル
- 24時間リレーマラソン

### 冬
- あわジオフェスティバル

## 沿革
- 1993年（平成5年） - 事業化[3]。
- 1994年（平成6年）5月 - 基本計画[3]。
- 1995年（平成7年） - 淡路地区用地着手[3]。
- 2002年（平成14年）3月21日 - 淡路地区30.1ha開園[14]。
- 2015年（平成27年）5月4日 - 開園からの累計入園者が500 万人を達成[15]。
- 2016年（平成28年）5月28日 - 神戸地区の一部41.3haが開園した[4]。
- 2018年（平成30年）12月14日 - 開園からの累計入園者が700 万人を達成 [16]。

## 交通アクセス

### 公共交通機関
淡路地区
- 新神戸駅・三宮・高速舞子より高速バス／本四海峡バス・西日本JRバスの東浦バスターミナルゆき大磯号に乗車し「聖隷淡路病院前」下車→淡路口ゲートまで徒歩で約5分、または「淡路夢舞台前」下車→東浦口ゲートまで徒歩で約3分。
- 明石港から高速艇の淡路ジェノバラインに乗船→岩屋港から淡路市生活観光バス路線・岩屋コミバスに乗車し「聖隷淡路病院前」（淡路市生活観光バス路線・岩屋コミバス）下車→淡路口ゲートまで徒歩で約5分、「国営明石海峡公園淡路口前」（淡路市生活観光バス路線）下車→淡路口ゲートまで徒歩すぐ、または「淡路夢舞台前」（淡路市生活観光バス路線）下車→東浦口ゲートまで徒歩で約3分。

神戸地区
- 神戸電鉄粟生線 藍那駅 から徒歩で約20分。
- 神戸の市街地・三宮の他、新長田駅、高速長田駅、名谷駅から神戸市営バス、または神戸駅から阪急バスで「しあわせの村（病院前・終点）」で下車→しあわせの村内を循環する無料送迎バスに乗換え。

## オフィス所在地
国土交通省近畿地方整備局 国営明石海峡公園事務所
- 〒650-0024：兵庫県神戸市中央区海岸通29番地 神戸地方合同庁舎7階

明石海峡公園管理センター
- 〒656-2306：兵庫県淡路市夢舞台8-10

あいな里山公園管理センター
- 〒651-1104：兵庫県神戸市北区山田町藍那字田代

## 関連施設・周辺情報

### 淡路島国際公園都市
東浦口・連絡口ゲート側
- 淡路夢舞台
  - 兵庫県立淡路夢舞台国際会議場
  - 兵庫県立淡路夢舞台温室あわじグリーン館
  - ウェスティンホテル淡路 リゾート&コンファレンス
  - 百段苑
- 淡路交流の翼港

淡路口ゲート側
- 聖隷淡路病院

その他
- 淡路景観園芸学校
- 兵庫県立淡路島公園
- 兵庫県立あわじ花さじき

### あいな里山公園
- キーナの森 - 隣接地に神戸市が整備した里山公園。兵庫県道52号小部明石線沿いに入口があるが、県道に歩道がなくバス停も設置できないため徒歩や公共交通でのアクセスはできない。あいな里山公園との連絡口があるが、20名以上の団体で事前予約した場合に限り利用可能。